# Handball-Oberliga Baden-Württemberg der Männer 2011/12
Die Handball-Oberliga Baden-Württemberg 2011/12 wurde unter dem Dach der Handballverbände Baden, Südbaden und  Württemberg organisiert und ist die höchste Spielklasse des Verbundes. Die Oberliga – BW  ist nach der Bundesliga, der 2. Bundesliga und der 3. Liga eine der vierthöchsten Spielklassen im deutschen Handball.

## Saisonverlauf
Die Handball-Oberliga Baden-Württemberg 2011/12 war die zwölfte Ausspielung dieser Handballliga.

### Modus
Sechzehn Mannschaften spielten eine Vor- und Rückrunde. Nach Abschluss der daraus resultierenden Spieltage sind Meister und Vizemeister in die 3. Liga aufgestiegen und die letzten drei Mannschaften in die Verbandsligen abgestiegen.

## Teilnehmer
Nicht mehr dabei waren die Auf- und Absteiger der Vorsaison. Neu hinzukamen die Absteiger (A) der 3. Liga und die Aufsteiger (N) aus den Verbandsligen.

Handballverband Baden

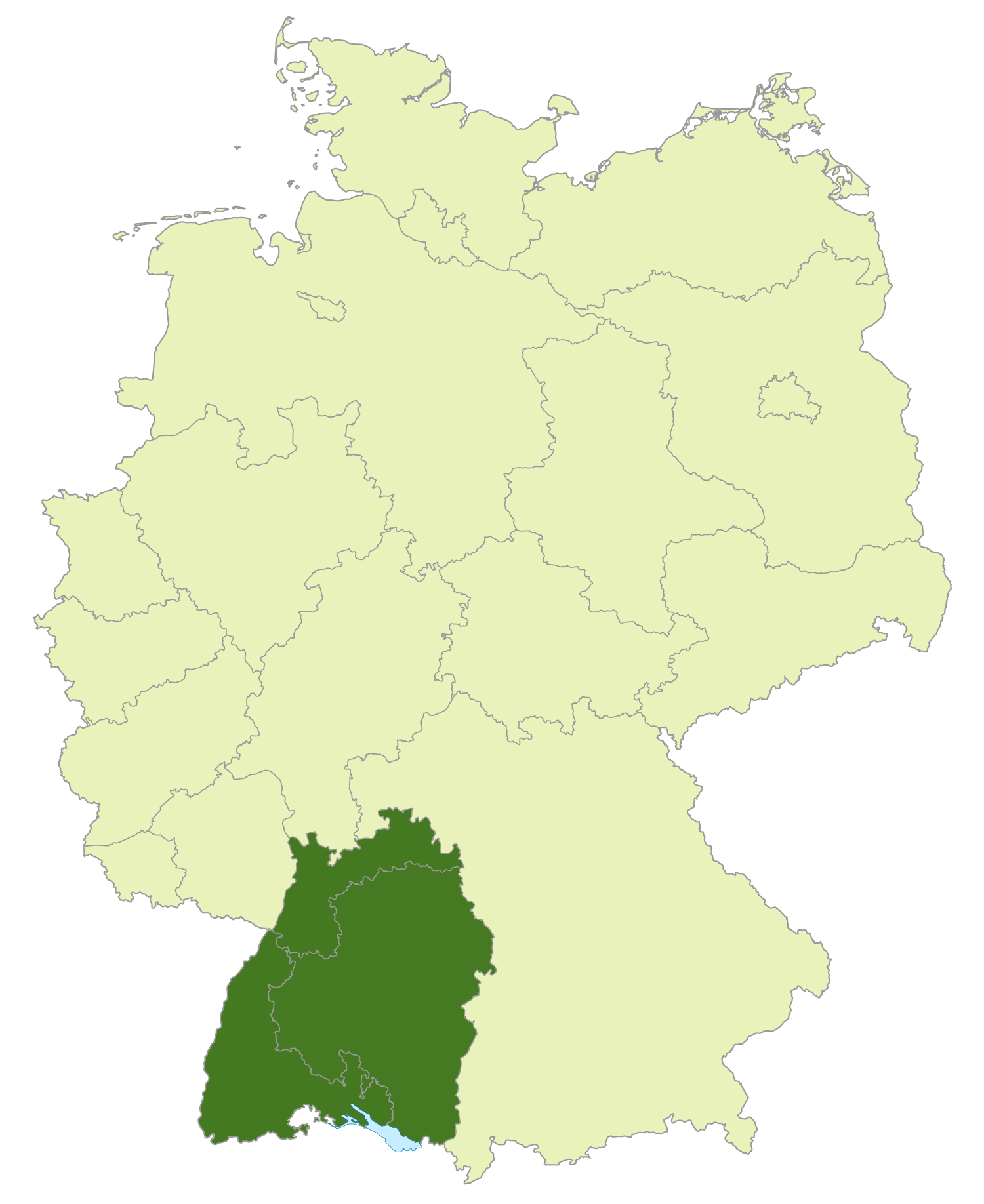
Bereich Handball-Oberliga
Baden-Württemberg

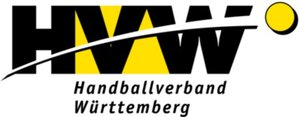
Handballverband Württemberg

### Abschlussplatzierungen
|  1. TV Germania Großsachsen (A)  2. SG Kronau/Östringen II - 3. VfL Pfullingen - 4. HG Oftersheim/Schwetzingen - 5. TV 08 Willstätt - 6. SG Pforzheim/Eutingen (A) - 7. TGS Pforzheim - 8. TSV Schmiden 1902 - 9. TSV 1866 Weinsberg (N) - 10 TV Sandweier 1907 (N) - 11 SV Kornwestheim - 12 TSV Altensteig - 13 TSV Heiningen 1892 (N)  14. HSG Langenau/Elchingen  15. SG Heidelsheim/Helmsheim (N)  16. TB 1882 Kenzingen |

(A) = Absteiger aus der 3. Liga (N) = neu in der Liga (R) = Rückzug
  Meister und Aufsteiger zur 3. Liga 2012/13
  Vizemeister und Aufsteiger zur 3. Liga 2012/13
- Für die Oberliga 2012/13 qualifiziert